# Fausto Rossi
Fausto Rossi (ur. 3 grudnia 1990 w Turynie) – włoski piłkarz występujący na pozycji pomocnika w CS Universitatea Craiova.